# Tkaczew
Tkaczew – wieś w Polsce położona w województwie łódzkim, w powiecie zgierskim, w gminie Ozorków.
Do 1954 roku istniała gmina Tkaczew. W latach 1975–1998 miejscowość administracyjnie należała do ówczesnego województwa łódzkiego.
W Tkaczewie jest piękna aleja wiązów idąca wzdłuż głównej drogi. Jest także dwór z 1917 r.
Miejscowość wchodzi w skład sołectwa Skromnica.